# Thaumalea verralli
Thaumalea verralli är en tvåvingeart som beskrevs av Edwards 1929. Thaumalea verralli ingår i släktet Thaumalea och familjen mätarmyggor. Inga underarter finns listade i Catalogue of Life.